# Csrss.exe
csrss.exe steht für Client/Server Runtime Subsystem und ist Bestandteil der Windows-NT-basierten Betriebssysteme.
In früheren Versionen von Windows NT kam dieser Betriebssystemkomponente eine enorme Bedeutung zu, denn als Win32-Server verwaltete sie unter anderem die grafische Benutzeroberfläche und das Graphics Device Interface. In Windows NT 4.0 wurden diese Komponenten jedoch in den Kernel verschoben, um das System zu beschleunigen. Daher ist in modernen Windows-NT-Ablegern die Hauptaufgabe von csrss.exe die Verwaltung der Kommandozeile und das Starten und Beenden von Prozessen und Threads. csrss.exe ist als „kritischer Prozess“ markiert, dessen unerwartete Beendung zum sofortigen Absturz des Systems führt.